# Thymoites illudens
Thymoites illudens es una especie de araña araneomorfa del género Thymoites, familia Theridiidae. Fue descrita científicamente por Gertsch & Mulaik en 1936.
Habita desde los Estados Unidos hasta Colombia.